# Веснянки (песни)
Весня́нки (также весенние песни, заклички весенние, бел. веснавыя песні, гуканне, в.-ц.-укр. веснянки, з.-укр. огулки, гаївки, гаілки, ягілки, галогівки, лаголойки, рогульки, риндзівки) — обрядовые песни заклинательного характера, сопровождающие восточнославянский обряд кликания (гуканья) весны. Они напоминали, что приближается пора полевых работ, летят птицы и «несут весну».

## Календарные границы
Начало исполнения веснянок приходится на разные даты. На большей части Украины и в ряде центральных и западных областей Белоруссии их начинают петь на Пасху (обычно на второй день) и заканчивают на Вознесение или Троицу, а кое-где и на Купалу. Ближе к западу Украины (Подолье) период их исполнения сокращается до недели (пасхальной); в Карпатах «гаилки» и подобные хороводные песни с играми исполняются в течение первых трёх пасхальных дней. В восточной части Украины, восточном Полесье, восточной Белоруссии и в западнорусских областях «весну» начинали петь на Сретение (но, как правило, негромко), основной же датой начала цикла было Благовещенье. Исполнение на Благовещение отличалось особой громкостью и голосистостью. И хотя Благовещение приходилось обычно на Великий пост, когда громкое уличное пение было запрещено, в этот день разрешалось водить хороводы и петь на улице. На территории Украинского Левобережья (Черниговская, Полтавская, Харьковская), а также в Воронежской области, на западе Брянщины и в некоторых сопредельных регионах веснянки начинали петь на Масленицу, затем прерывали пение в начале Великого поста, а потом пели их до начала Страстной и в течение всей пасхальной недели. У русских пение веснянок заканчивалось почти всюду на Красную горку (первое воскресенье по Пасхе).

## Обряд «Кликание весны»
Весну селяне «кличут», «окликают», «гукают», «заклинают», то есть призывают путём заклинаний. Начало весны связывали с прилётом птиц, причём полагали, что птицы приносят её с собой. Слова «как птицы прилетят, так теплота у нас пойдёт» означают не только последовательность событий, но выражают представление о причине и следствии.
Чтобы вызывать прилёт птиц, а следовательно, и начало весны, надо было этот прилёт изобразить, имитировать его. Главное средство закликанья весны состояло в том, что в один из мартовских дней пекли жаворонков или куликов. Этих птиц давали детям, которые клали их на возвышенные места, либо привязывали на нитках, либо подбрасывали в воздух. При этом дети пели веснянки — обрядовые песни, которые должны были призвать, приблизить весну. Пример веснянки:

Жаворонки, жаворонки,

Дайте нам лето,

А мы вам зиму.

У нас корма нету!

Жаворонки,

Прилетайте к нам,

Тут кисели талкут,

Тут блины пекут.

Жаворонки, жаворонки,

Катитеся колесом,

Ваши дети за лесом,

Связаны поясом.

Чу — виль — виль,

Весна пришла

На калясочках,

Зима ушла на саночках.

Мужики, мужики

Точите сошнички,

Скоро пашеньку пахать!

## Весенние обрядовые песни
Календарные обрядовые песни, оформляющие ранневесенний период, представлены несколькими жанрами: специальные календарно-обрядовые (весняные) песни, детские весенние заклички, ранневесенние хороводы, весенние приуроченные лирические песни.
Специальные календарно-обрядовые весенние песни сохранились на русско-белорусско-украинском пограничье — в Смоленской и Брянской областях.